# Pessegueiro do Vouga
Pessegueiro do Vouga es una freguesia portuguesa situada en el municipio de Sever do Vouga. Según el censo de 2021, tiene una población de 1715 habitantes.